# Морсбах
Морсбах (њем. Morsbach) општина је у њемачкој савезној држави Северна Рајна-Вестфалија. Једно је од 13 општинских средишта округа Обербергиш. Према процјени из 2010. у општини је живјело 11.307 становника. Посједује регионалну шифру (AGS) 5374028, NUTS (DEA2A) и LOCODE (DE MBH) код.

## Географски и демографски подаци
Морсбах се налази у савезној држави Северна Рајна-Вестфалија у округу Обербергиш. Општина се налази на надморској висини од 206 метара. Површина општине износи 56,0 km². У самом мјесту је, према процјени из 2010. године, живјело 11.307 становника. Просјечна густина становништва износи 202 становника/km².

## Међународна сарадња
| Мјесто | Држава    | Врста сарадње | Од    |
| ------ | --------- | ------------- | ----- |
|        | Француска | партнерство   | 2004. |
|        | Француска | партнерство   | 1970. |
| Извор  |           |               |       |